# Andrew Sean Greer
Andrew Sean Greer (n. 5 noiembrie 1970, Washington, D.C., District of Columbia, SUA) este un scriitor american. 

## Biografie
Greer s-a născut în Washington, D.C., în 1970 și a crescut într-o suburbie din Washington; el are un frate geamăn. Greer a studiat scrierea creativă la Brown University. După câțiva ani la New York, câștigându-și existența în diferite locuri de muncă, a studiat la University of Montana și a absolvit un master în arte plastice. Greer locuiește cu soțul său în San Francisco. 
Pentru Less, Greer a primit Premiul Pulitzer pentru Ficțiune în 2018.

## Opere

### Povestiri scurte
- How it was for me, 2000

### Romane
- The Path of Minor Planets. 2001
- The Confessions of Max Tivoli. 2004
- The story of a Marriage. 2008
- The Impossible Lives of Greta Wells. 2013
- Less. 2017

#### Romane traduse în limba română
- Confesiunile lui Max Tivoli, Editura Humanitas Fiction, 2006, ISBN: 973-50-1437-8, traducere de Iulia Gorzo[8]
- Less, Editura Polirom, 2019, ISBN: 978-973-46-7834-1, traducere din limba engleză de Ariadna Ponta[9]

## Legături externe
- de Andrew Sean Greer în Catalogul Bibliotecii Naționale a Germaniei (Informații despre Andrew Sean Greer • PICA • Căutare pe site-ul Apper)
- Lucrări de sau despre Andrew Sean Greer în biblioteci (catalog WorldCat)
- de Andrew Sean Greer în Perlentaucher
- Andrew Sean Greer, site-ul web
- Andrew Sean Greer Arhivat în 3 decembrie 2016, la Wayback Machine., la Fischer Verlag
- Andrew Sean Greer, la Macmillan Books